# Espace lisse
Un espace vectoriel normé {\displaystyle (X,\Vert .\Vert )} est dit lisse si, pour tout {\displaystyle u\in X\setminus \{0\}} et tout {\displaystyle v\in X}, la fonction réelle d'une variable réelle
{\displaystyle t\mapsto \Vert u+tv\Vert }
est dérivable en 0.

## Exemples
- L'espace ℝ muni de la valeur absolue est lisse.
- Tout espace préhilbertien est lisse.

- Soient Ω un ouvert de ℝN et μ une mesure positive sur Ω. Pour 1 < p < ∞, l'espace Lp(Ω, μ) est lisse.
- L'espace L∞([0, 1], λ), où λ désigne la mesure de Lebesgue, n'est pas lisse.